# Ситтуйин
Ситтуйин (бирм. စစ်တုရင်) или бирманские шахматы — настольная игра шахматного типа, распространённая в Мьянме.

## Описание
Является вариантом шахмат, наследием индийской игры чатуранга. Сит — это современное бирманское слово для обозначения армии или войны; Слово ситтуйин можно перевести как представление четырёх характеристик армии — колесницы, слона, кавалерии и пехоты. На своей родине игра была в значительной степени вытеснена международными шахматами, хотя она по-прежнему популярна в северо-западных регионах страны.